# Norske Idrettsutøveres Sentralorganisasjon
Norske Idrettsutøveres Sentralorganisasjon (NISO, dt. Zentralverband norwegischer Sportler) ist eine norwegische Gewerkschaft. Sie vertritt rund 1.200 Profisportler, besonders in den Sportarten Fußball, Eishockey und Handball. Als Gewerkschaft ist sie Mitglied im nationalen Dachverband Landsorganisasjonen i Norge.

## Hintergrund
Nach ersten Überlegungen zu Beginn der 1990er Jahre konstituierte sich die Gewerkschaft zum 1. Juli 1995, um die Interessen von professionellen Sportlern zu vertreten. Hauptaufgabengebiete sind klassische Themen der Arbeitnehmervertretung; insbesondere werden juristische und arbeitsrechtliche Unterstützung und Hilfe bei Versicherungsfragen angeboten. Jährlich vergibt die Organisation auf einem Gala-Abend Auszeichnungen für diverse Sportler, darunter für den „Fußballer/-in des Jahres“ und den „Nachwuchsspieler/-in des Jahres“.
Als Spielervertretung im Profi-Fußball gehört NISO der in Paris ansässigen Fédération Internationale des Associations de Footballeurs Professionnels (FIFPro) an, für das Eishockey der World Association of Icehockey Players Unions (WAIPU) und im Handball der European Handball Players Union (EHPU).

## Vorsitzende
- 1995–1998 Petter Belsvik, Fußballer
- 1998–2003 Morgan Andersen,[1] Eishockey-Nationalspieler
- 2004–2009 Silje Vaadal, Sportjuristin
- seit 2009    Joachim Walltin,[2] Fußballer